# Frédéric Chopins indflydelse
Mange af Frédéric Chopins værker har indflydelse og nyder stor popularitet, f.eks. hans Revolutionsetude (opus 10, nr. 12), Minutvalsen (opus 64, nr. 1) og Begravelsesmarchen (tredje sats af Sonate nr. 2 i b-mol, opus 35). Ingen af disse navne er opfundet af Chopin selv, da han nøjedes med at kategorisere sine værker efter genre og nummer. Begravelsesmarchen blev komponeret før resten af sonaten, som den er en del af, men anledningen er ukendt.
Nogle af hans melodier er blevet brugt i popmusik, f.eks. det langsomme B-stykke i hans Fantaisie-Impromptu (opus 66, posthumt) og første del af Etude i E-dur (opus 10, nr. 3). Disse stykker rummer en intens personlig kromatik samt en melodisk kurve, der også ses i operaerne fra Chopins tid – operaer af Gioacchino Rossini, Gaetano Donizetti og Vincenzo Bellini.
Chopin nærede stor interesse for sang og talte og skrev meget om samtidige sangerinder.
Chopins stil og talent opnåede tiltagende indflydelse. Robert Schumann var en stor beundrer af Chopins musik, og han lånte melodier fra Chopins værker og opkaldte endda et stykke fra sin suite Carnaval efter Chopin. Beundringen blev kun ringe gengældt; dog dedikerede Chopin sin Ballade nr. 2 i F-dur, opus 38, til Schumann.
Franz Liszt hørte også til skaren af Chopins beundrere og var tilmed en god ven af ham. Liszt benægtede dog at have komponeret stykket Funérailles (med undertitlen ’Oktober 1849’, den syvende sats af hans klaversuite Harmonies poétiques et religieuses, fra 1853) til minde om Chopin. Stykkets midterdel rummer elementer fra oktavtrioen i Chopins Polonæse i As-dur (opus 53). Selv hævdede Liszt, at han havde komponeret stykket i anledning af, at tre af hans ungarske landsmænd var døde inden for den samme måned.
Johannes Brahms og de yngre russiske komponister modtog også inspiration fra Chopin. Chopins tekniske landvindinger øvede stor indflydelse. Hans præludier (opus 28) fik hurtigt status af standardværker og inspirerede såvel Liszts Études d'exécution transcendante som Schumanns Études Symphoniques. Alexander Scriabin var også stærkt påvirket af Chopin; Scriabins 24 præludier opus 11 er f.eks. inspireret af Chopins opus 28.
Jeremy Siepmann lister i sin biografi om Chopin nogle af de komponister, hvis fortolkninger af Chopins værker nyder særlig anseelse: Vladimir de Pachmann, Raoul Pugno, Ignacy Jan Paderewski, Moriz Rosenthal, Sergej Rachmaninov, Alfred Cortot, Ignaz Friedman, Raoul Koczalski, Artur Rubinstein, Mieczysław Horszowski, Claudio Arrau, Vlado Perlemuter, Vladimir Horowitz, Dinu Lipatti, Vladimir Ashkenazy, Martha Argerich, Maurizio Pollini, Murray Perahia, Krystian Zimerman og Evgeny Kissin.
Artur Rubinstein sagde følgende om Chopin:
”Chopin er et geni, som appellerer til alverden. Hans musik bemægtiger sig ethvert publikum. Når de første toner af Chopin lyder i koncertsalen, høres suk af genkendelsesglæde. Hans musik er kendt af mænd og kvinder over hele verden. De elsker den. De bevæges af den. Dog hører den ikke til ”romantisk musik” i byronsk forstand. Den fortæller ikke historier eller maler billeder. Den er udtryksfuld og personlig, men dog rendyrket kunst. Selv i denne abstrakte atomalder, hvor følelser ikke længere er moderne, lever Chopin videre. Hans musik er det universelle menneskelige sprog. Når jeg spiller Chopin, ved jeg, at jeg taler direkte til folks hjerter!”
I Mikhail Fokins ballet Chopiniana (1908; også opført under titlen Les Sylphides) indgår udvalgte kompositioner af Chopin instrumenteret for orkester.
Chopins præludium i c-mol, opus 28, nr. 20, er bearbejdet af først Barry Manilow i 1975 (Could it be Magic), siden af Donna Summer i 1976 og af gruppen Take That i 1990’erne samt på Muses album The Resistance, hvor der generelt trækkes på den klassiske musiks opbygning.